# Ludwig Bledow
Ludwig Erdmann Bledow (Berlino, 27 luglio 1795 – 6 agosto 1846) è stato uno scacchista tedesco.
Insegnante di matematica, insegnò per diversi anni al ginnasio di Berlin-Cölln. Dopo la morte di Julius Mendheim fu considerato il più forte giocatore di Berlino. Fu tra gli iniziatori del gruppo di analisti e giocatori chiamati pleiadi di Berlino. Fondò nel 1846 la prima rivista di scacchi tedesca, Schachzeitung der Berliner Schachgesellschaft, che più tardi cambiò nome in Deutsche Schachzeitung.
Nella prima metà dell'800 diverse regole degli scacchi non erano ancora universalmente accettate. Bledow sosteneva, d'accordo con Karl Schorn, un altro esponente delle pleiadi, che si dovesse permettere la presenza di più regine per lo stesso giocatore come risultato della promozione dei pedoni. Questa possibilità diventò poi parte del regolamento.
Bledow non partecipò a tornei, ma sostenne diverse sfide, com'era usanza all'epoca. Come risulta dalla Schachzeitung der Berliner Schachgesellschaft e dalla corrispondenza di von der Lasa, nel 1938/39 vinse di stretta misura contro Josef Szén; nel 1842 vinse contro Carl Jaenisch; nel 1843 vinse contro Henry Buckle e Aaron Alexander; nel 1845 vinse a Breslavia contro il ventisettenne Adolf Anderssen 4,5 - 0,5 e a Berlino contro Augustus Mongredien (+ 7 – 4 = 1).
Un articolo della rivista inglese Atlantic definisce Bledow come un giocatore "posizionale" (come Philidor, Staunton, Horwitz e Szén), e non "eroico" (come La Bourdonnais, Morphy e Anderssen). Preferiva per esempio il gioco piano al gambetto di re e in risposta a 1.d4 giocava la difesa olandese.